# Pointe de la Fumée

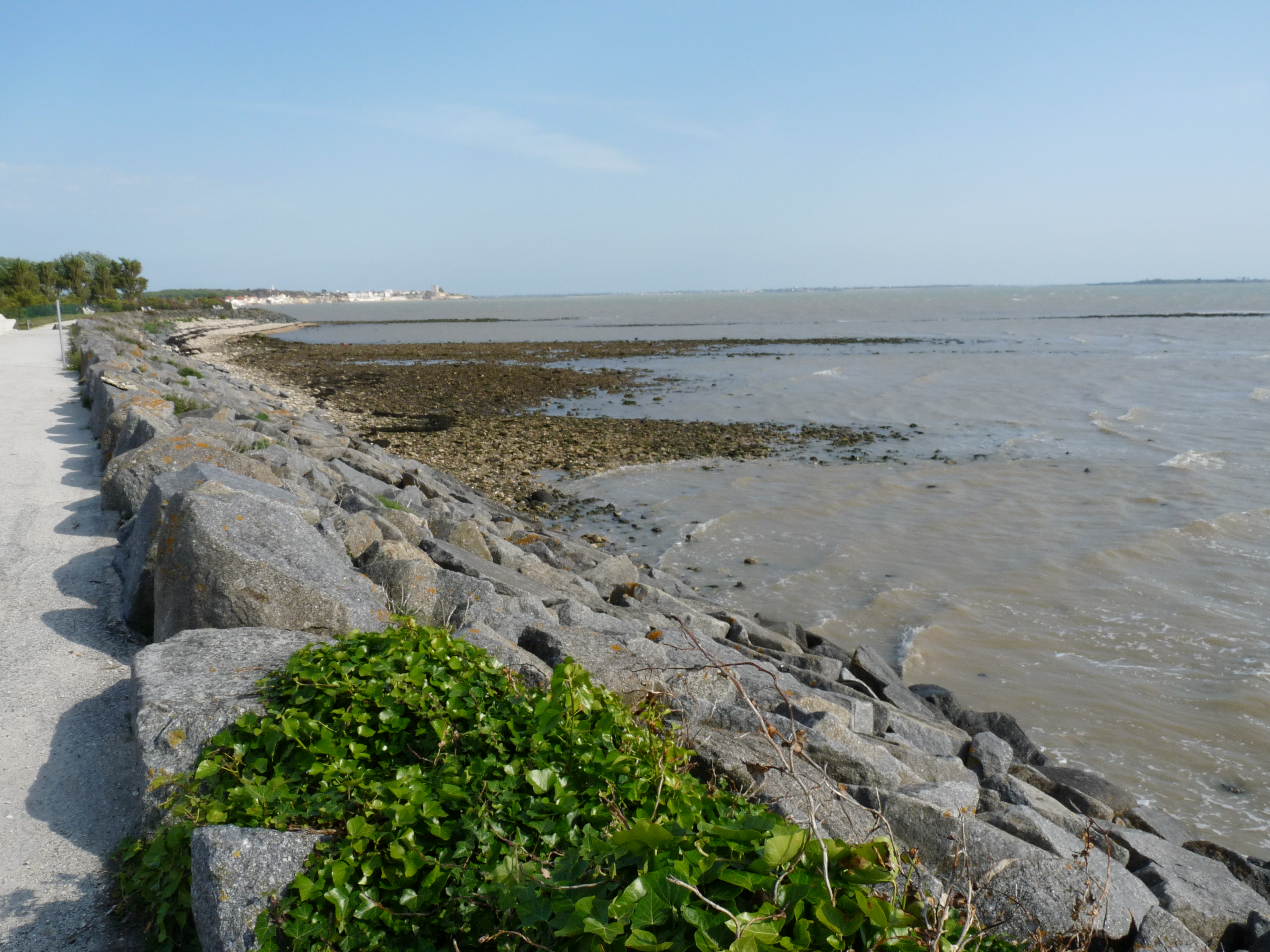
Vue sur Fouras et le fort Vauban depuis le parking de la Vierge de la pointe de la Fumée (côté sud)

La pointe de la Fumée est située à l'extrémité septentrionale de la presqu'île de l'Aiguille à Fouras (Charente-Maritime), au nord du large estuaire de la Charente.
C'est aujourd'hui un haut lieu de l'ostréiculture et le principal embarcadère pour l'île d'Aix.

## Géographie

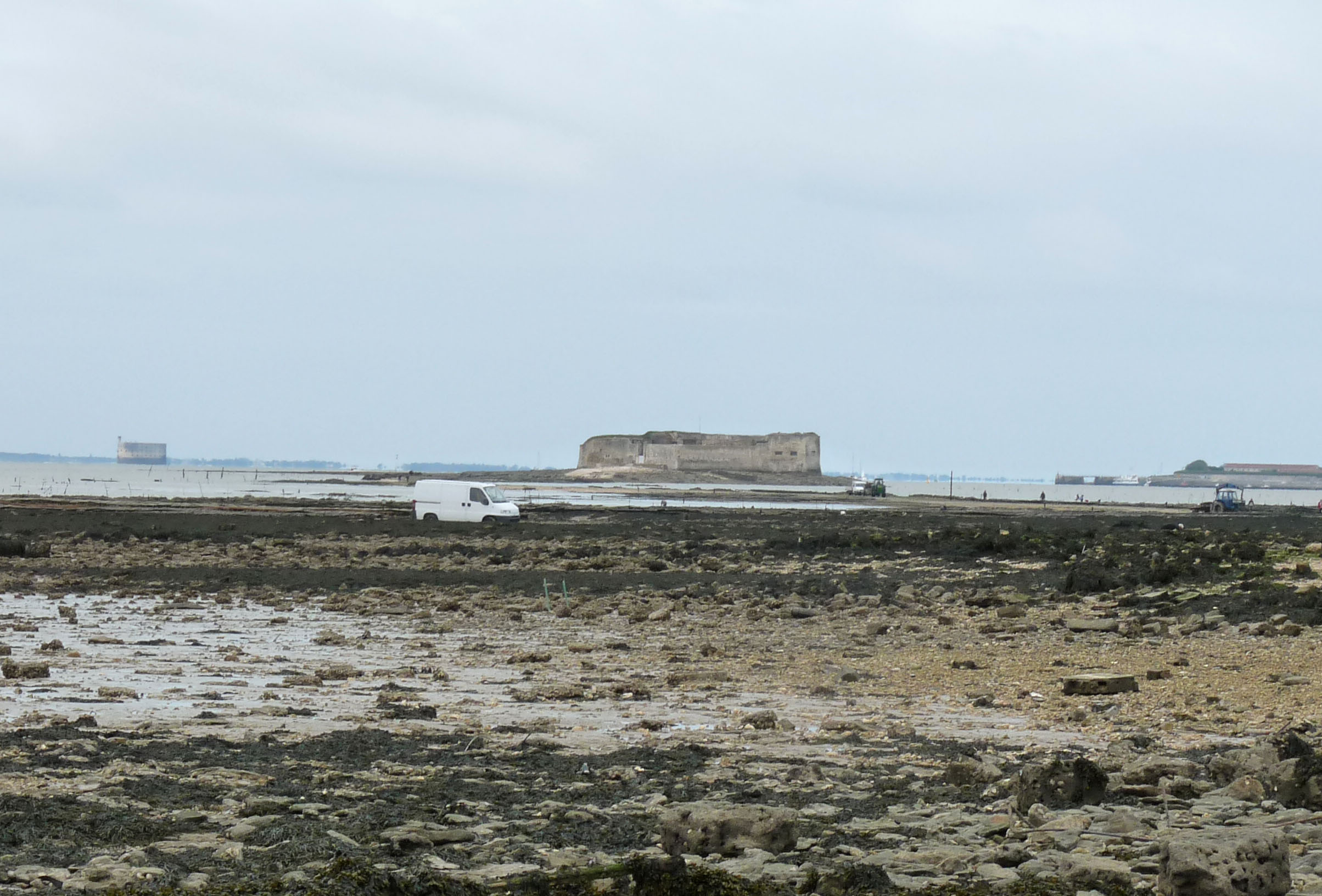
Vue sur le fort Énet, le fort Boyard (en arrière-plan à gauche) et la jetée Barbotin de l'île d'Aix (en arrière-plan à droite).

Les coordonnées géographiques de la pointe sont de 46° 0' 9 N par 1° 7' 15 E.
Étroite avancée de terre, resserrée en un isthme dans sa partie centrale, elle est bordée au nord par l'anse de Fouras et la baie d'Yves, en direction de Châtelaillon-Plage et de La Rochelle. 
Dans le prolongement de la péninsule, vers le nord-ouest, se trouve l'île d'Aix, dans la rade du même nom. 
Les côtes de l'île d'Oléron se profilent à l'ouest, de même que, dans la même direction, mais à plus courte distance, le banc de sable appelé La Longe de Boyard sur lequel est bâti le fort Boyard et, plus proche encore, la pointe de l'Aiguille, le rocher qui porte le fort Énet, auquel il est possible d'accéder à marée basse, par une passe de 1,660 km. 
L'île Madame se situe au sud, au-delà de Fouras, sur la rive gauche de la vaste embouchure de la Charente. 
La pointe de la Fumée offre ainsi un saisissant panorama circulaire sur l'ensemble de ces sites.

## Histoire
Position stratégique de longue date (Napoléon Ier fit construire le fort Énet tout proche pour défendre la rade de Rochefort), la pointe de la Fumée a abrité un casernement de marins, comme en témoigne la tour de l'observateur datant de 1900, qui surplombe le fronton d'un restaurant. Grâce à un projecteur mobile sur rail, il était possible de balayer la rade de Fouras et l'île d'Aix.
D'abord site militaire à vocation défensive dont l'activité a périclité pendant le XXe siècle, la pointe s'est tournée vers l'ostréiculture à partir de 1925. 

## Pêche et conchyliculture

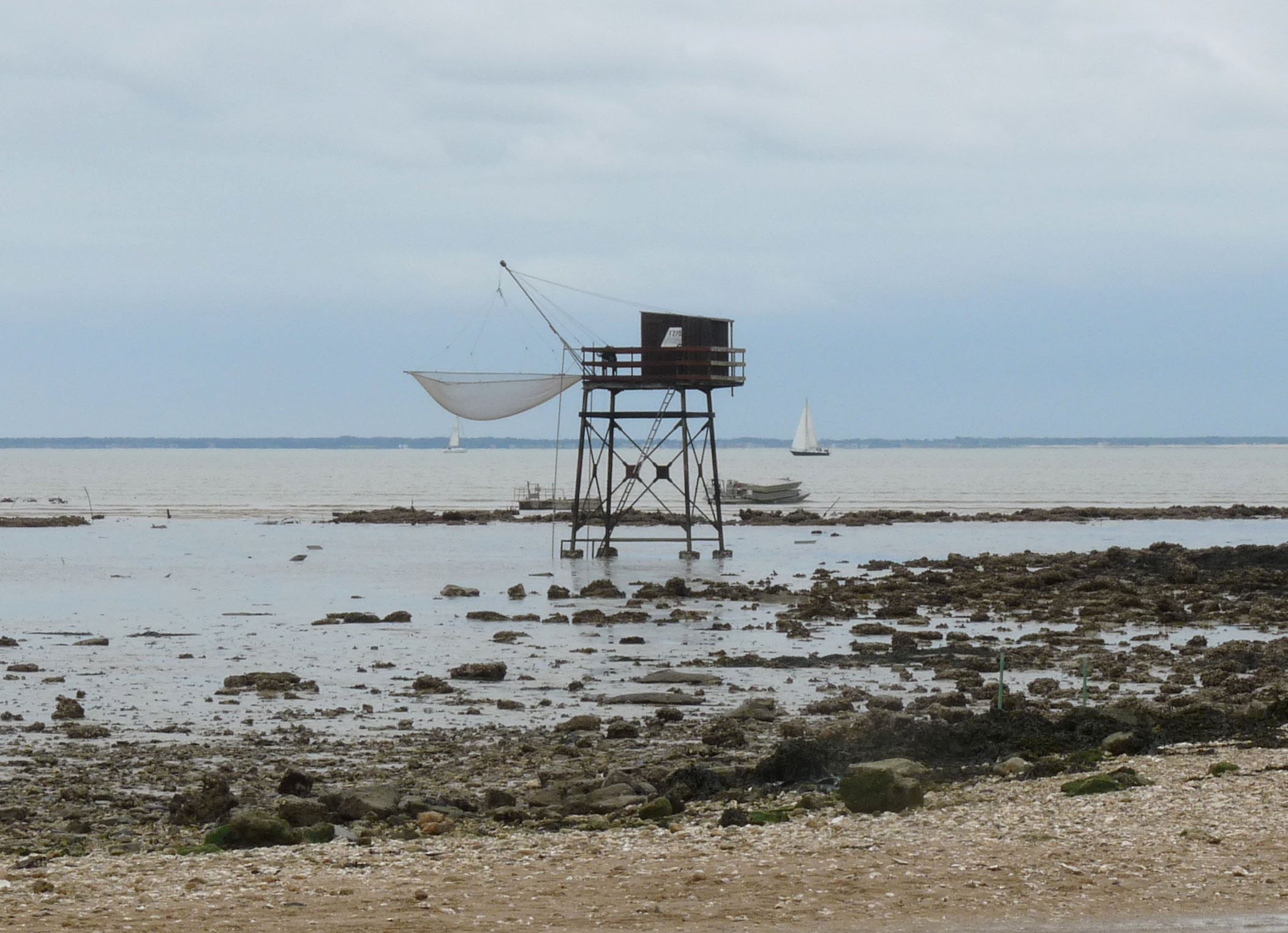
Cabane de pêche au carrelet

La pointe de la Fumée est un lieu de pêche très apprécié des connaisseurs et des amateurs qui viennent parfois de très loin, en particulier, lors des grandes marées pour la pêche à pieds. La pêche est aussi pratiquée de manière fort originale, au moyen de carrelets. Petite cabane de pêcheur, généralement en bois, de forme cubique, construite sur pilotis au bord d'une rive à quelques mètres au-dessus de l'eau. Ces constructions insolites se retrouvent tout le long du littoral charentais et font partie du patrimoine charentais que le tourisme met en valeur. La pêche commence quand la marée arrive aux pieds des pilotis du carrelet et se termine quand la mer redescend. La cabane sert d'habitation pendant les quelques heures où le filet est immergé et relevé régulièrement au moyen d'un treuil.
Par ailleurs, la récolte à pieds des crevettes, des palourdes et des moules de bouchot fait partie des ressources locales, mais elle ne constitue que des activités saisonnières.
L'ostréiculture occupe aujourd'hui la première place économique de la presqu'île. Cette activité s'est organisée et fortement développée à partir des années 1920. Déjà, vers 1875, la cueillette des huîtres s'effectuait sur les rochers de la pointe de la Fumée, mais elle ne constituait qu'une ressource d'appoint. 
Dans un premier temps les huîtres, d'origine portugaise (Crassostrea angulata), étaient élevées au sol sur des pierres, tuiles, etc. mais elles furent sévèrement touchées par l'épizootie d'août 1970. L'huître portugaise a depuis lors disparu des bancs d'huîtres de Fouras et il a fallu réorganiser totalement l'élevage, en introduisant des huîtres dites « du Japon » (Crassostrea gigas).
Fouras est maintenant devenu l'un des plus importants centres de captage de naissains d'huîtres en France, grâce à l'apport des eaux douces de la Charente et à sa température. Le naissain d'huîtres est d'abord capté sur des coupelles, (disques en plastique assemblés par un tube) au stade de la larve puis cultivées dans des poches grillagées, au fur et à mesure de leur croissance puis posées sur des tables en fer, où elles vont grossir jusqu'à la taille adulte de trois ans avant d'être triées et expédiées. Une partie du naissain est aussi achetée et expédiée vers des différents lieux d'affinage, en particulier, dans le célèbre bassin de Marennes-Oléron.

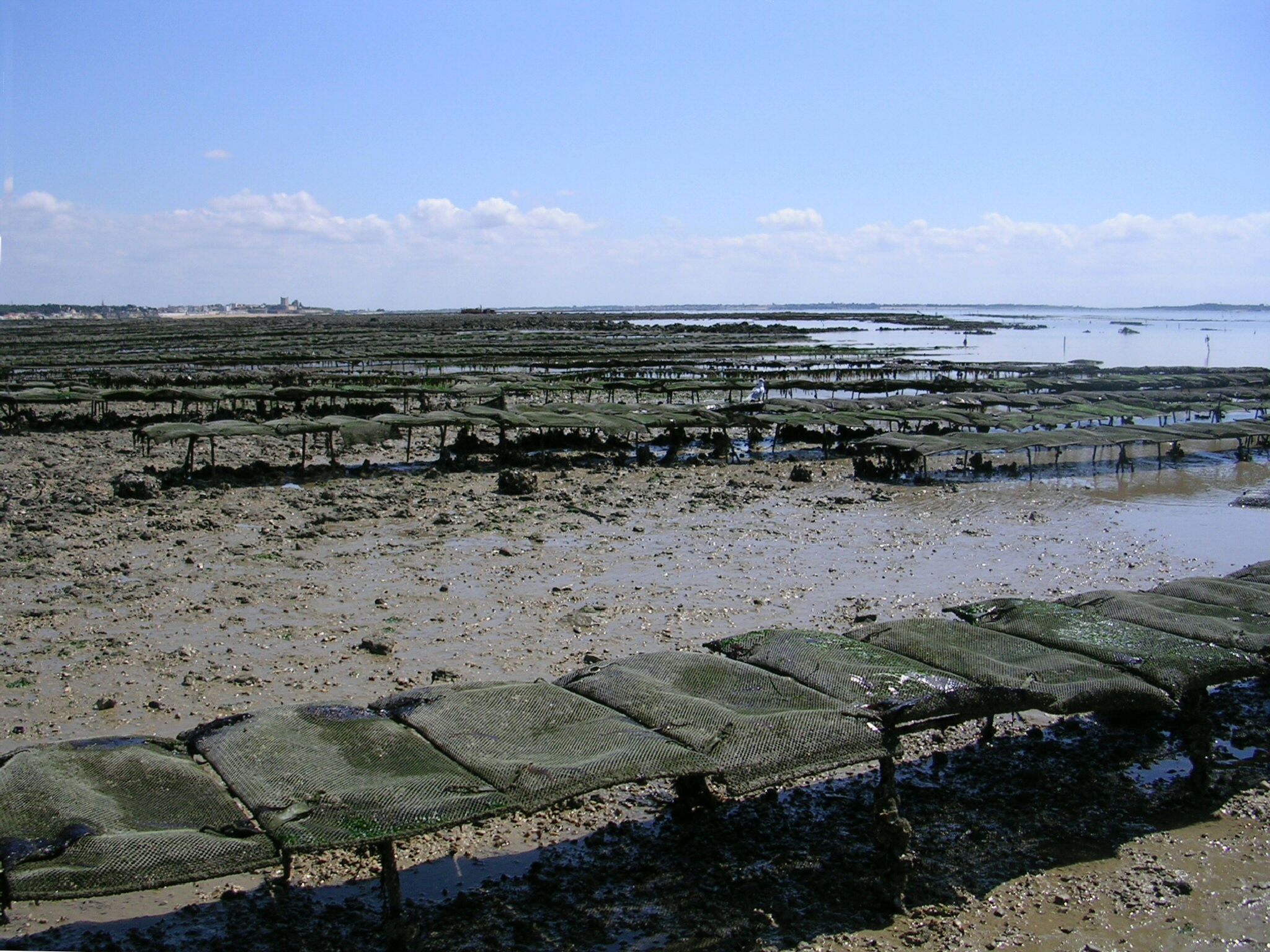
Parcs à huîtres.
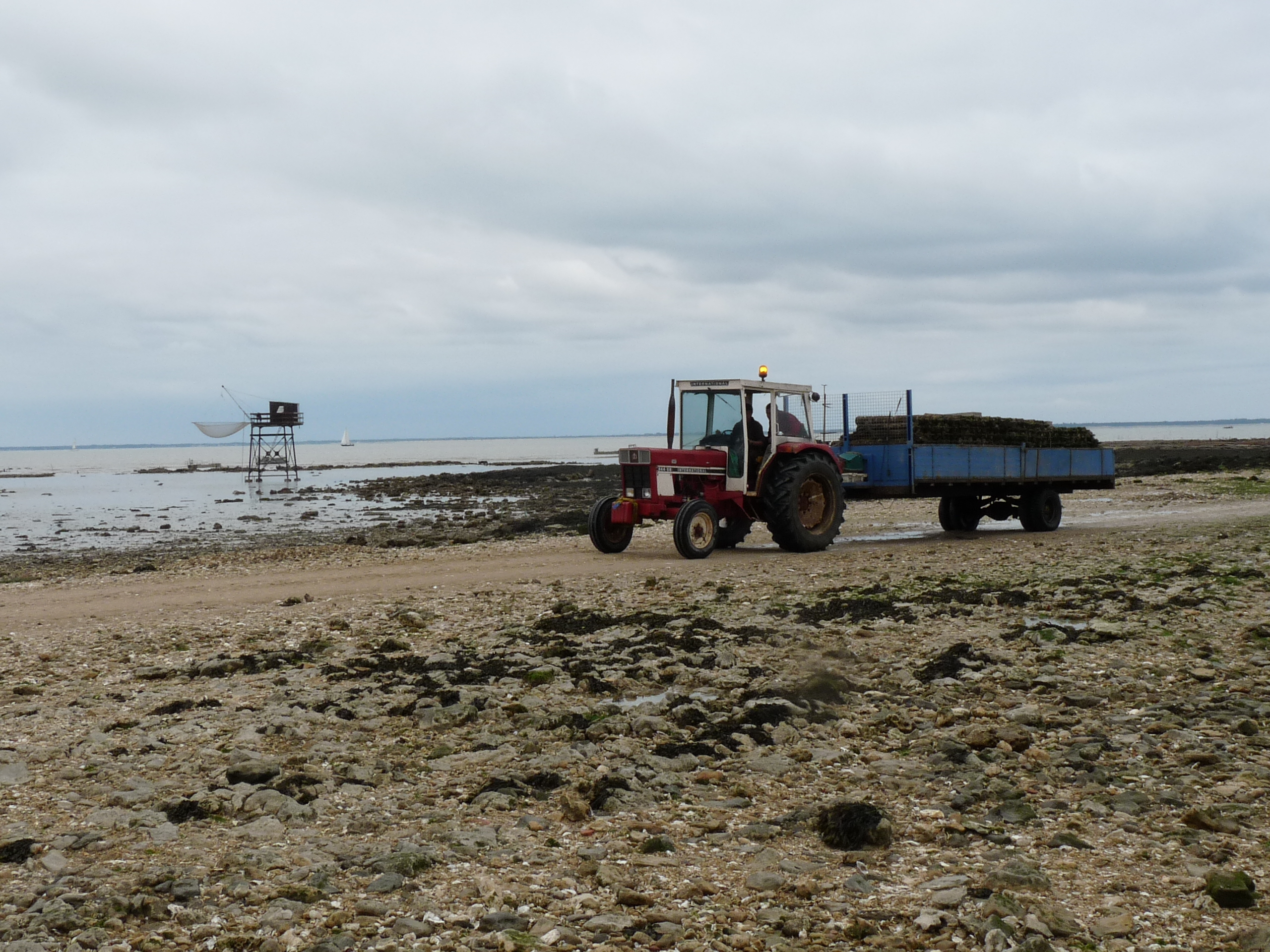
Collecte et transport des poches.
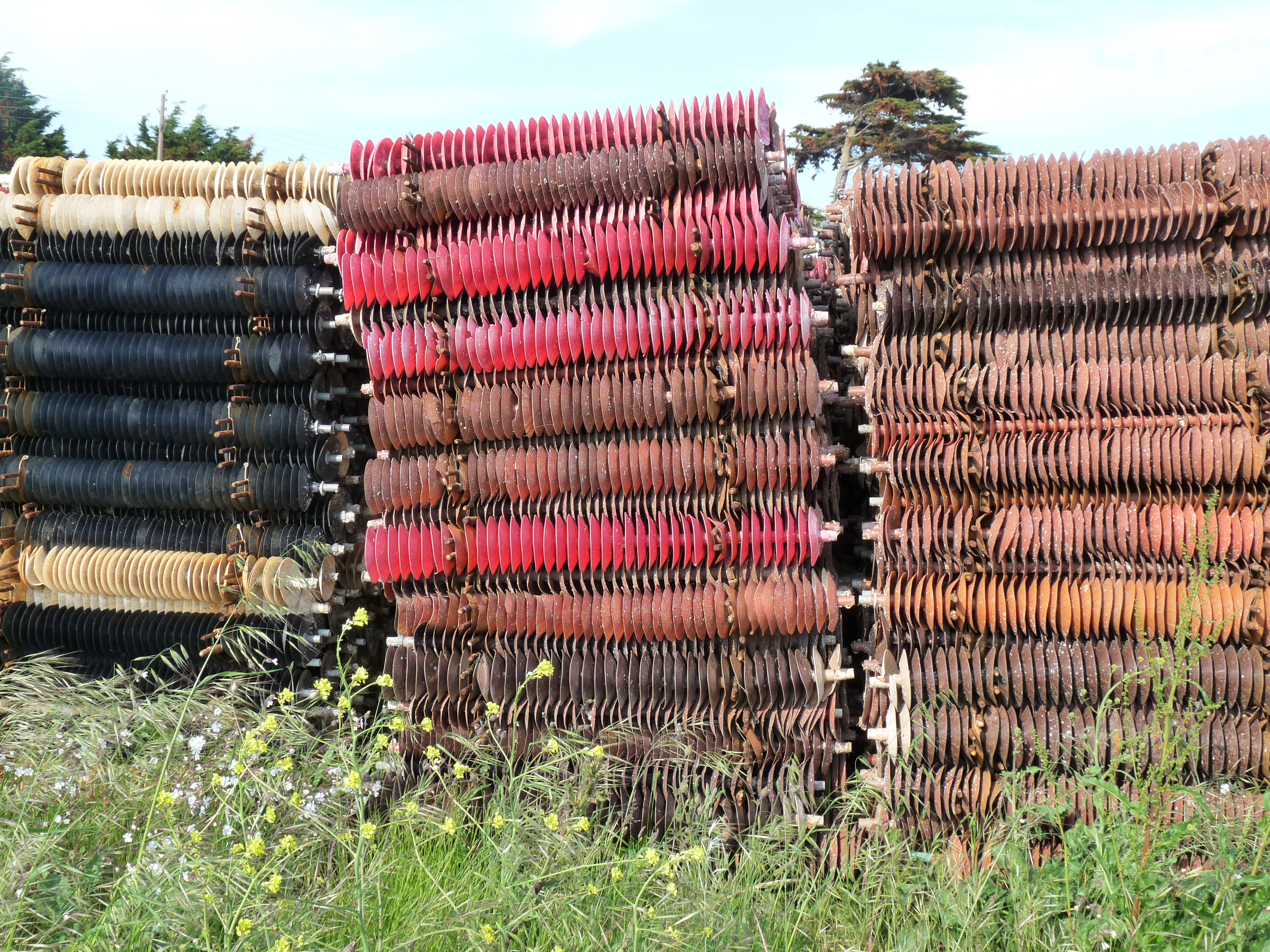
Coupelles pour le captage du naissain.
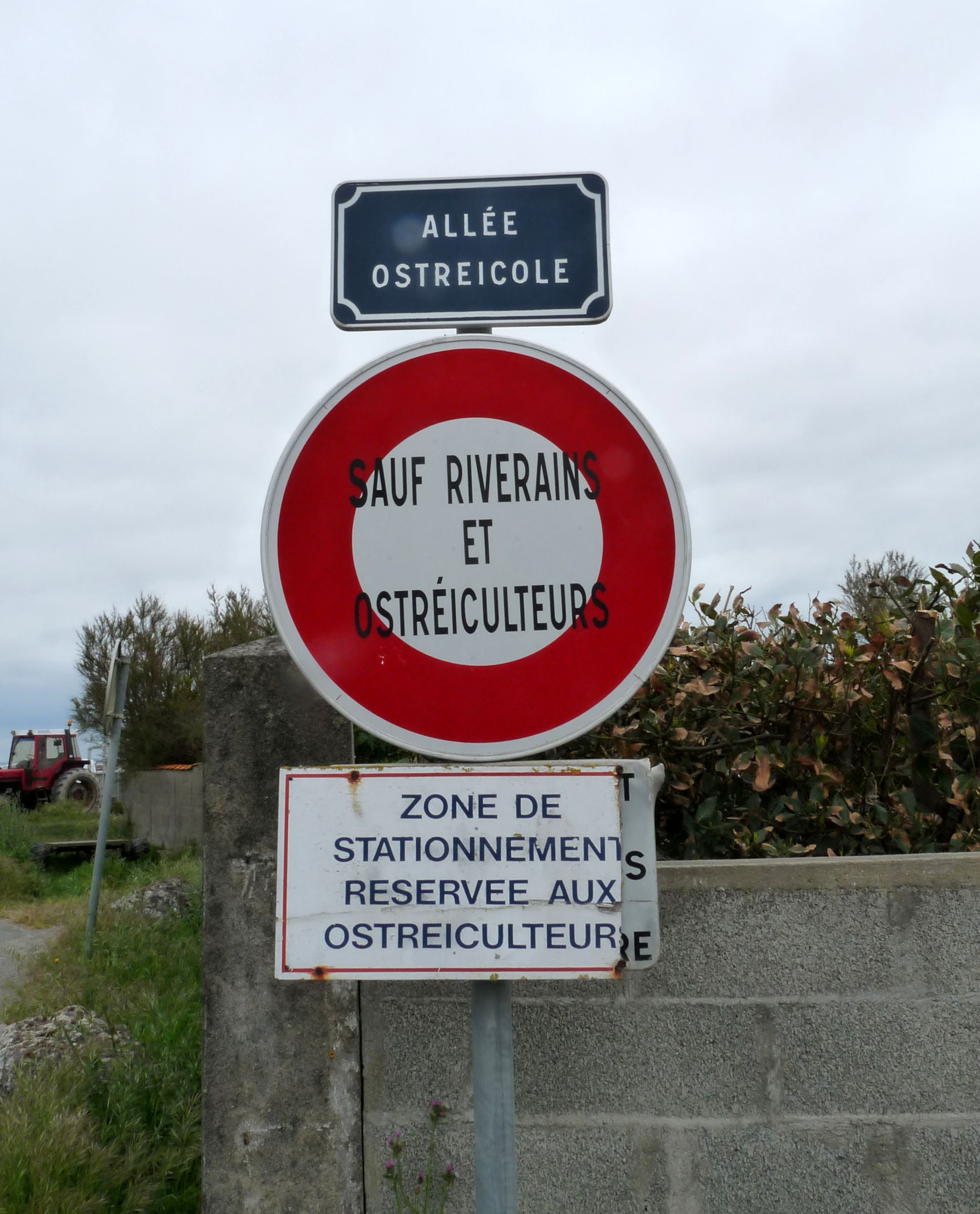
Priorité à l'ostréiculture.

## Transport et tourisme

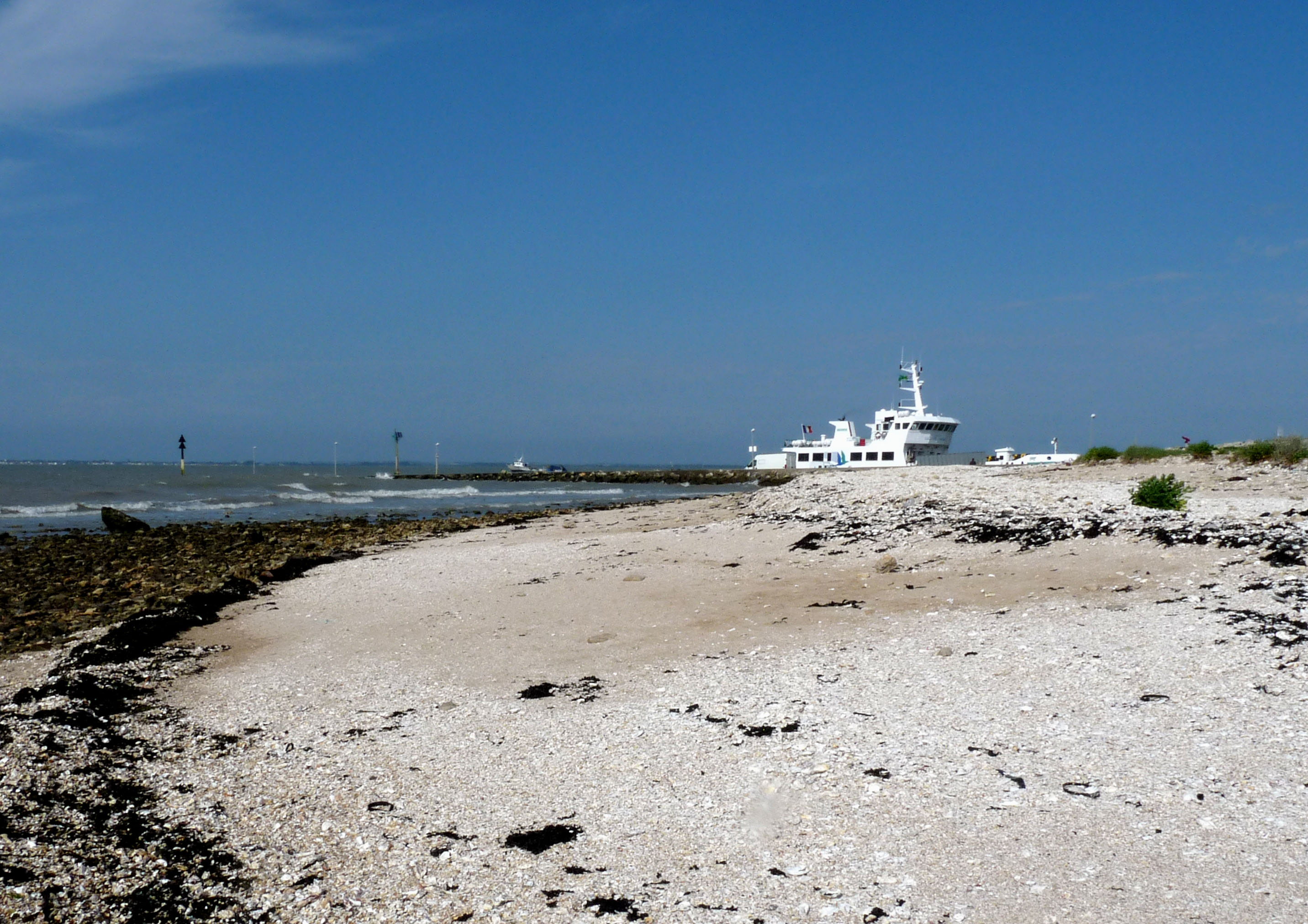
Vue partielle de l'Embarcadère pour l'île d'Aix avec le bac Pierre Loti accosté.

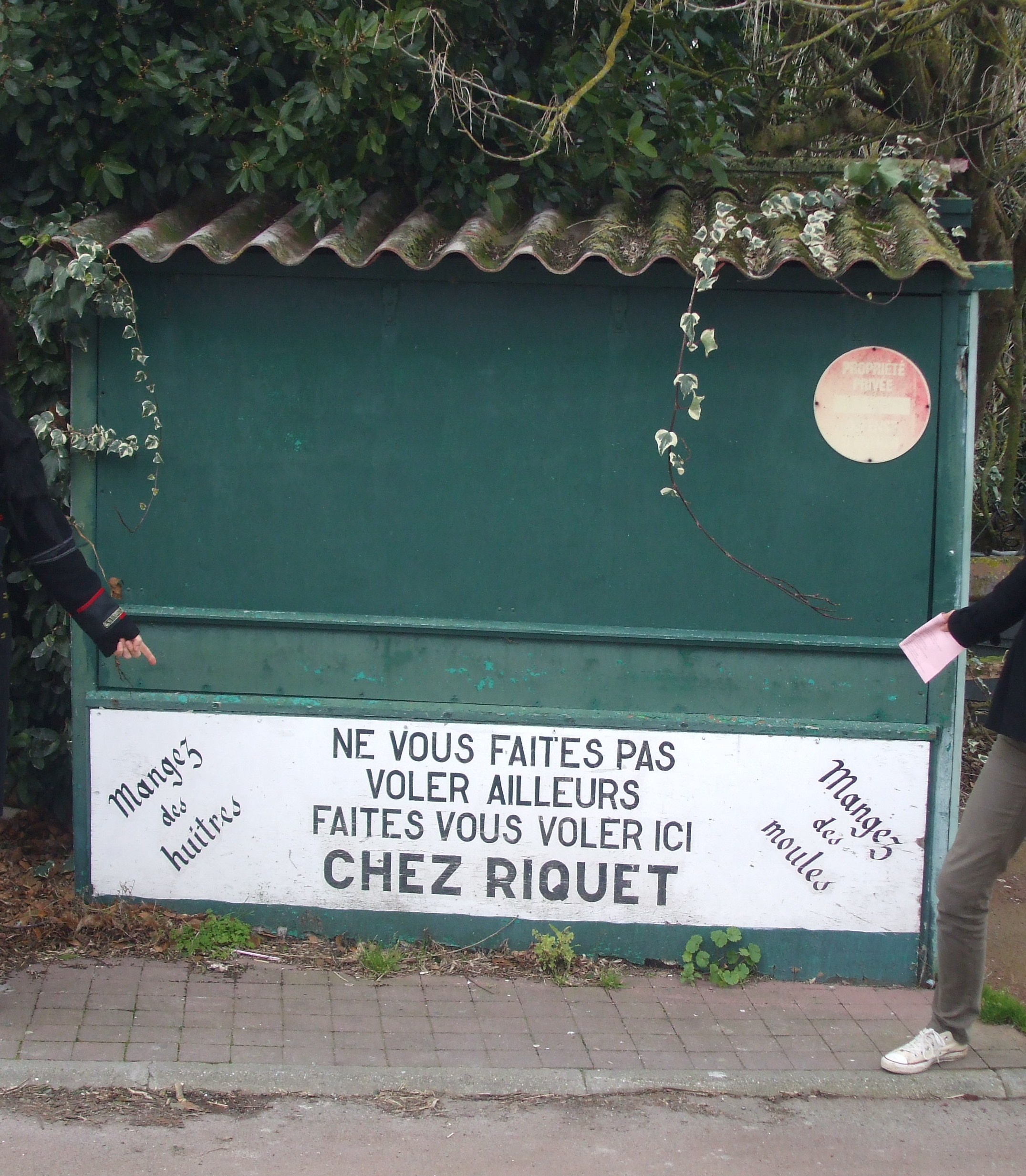
Ancien point de vente conchylicole appartenant à Madame Yonnet, avec enseigne humoristique, fermé depuis de nombreuses années.

Dotée d'un embarcadère et d'un vaste parking, le port de la Fumée est le port de voyageurs pour la liaison avec l'île d'Aix. 
La rade de l'île d'Aix, qui forme un détroit séparant la pointe de la Fumée de l'île d'Aix, s'étire sur une longueur totale de six kilomètres environ. La traversée se fait en 20/30 minutes. C'est la seule ligne régulière vers l'île, à laquelle s'ajoutent des navettes saisonnières depuis La Rochelle. Pendant la saison estivale, des promenades en mer au départ de la pointe permettent en une heure environ de faire le tour de l'île d'Aix, de s'approcher du fort Énet, du fort Boyard – qui ne se visite pas et des côtes de l'île d'Oléron.
Zone de transit obligée pour le tourisme insulaire, la pointe de la Fumée a vu le développement de 2 restaurants spécialisés dans le poisson et les fruits de mer. Des ostréiculteurs ont développé des lieux de stockage, de vente et de dégustation d'huîtres, le long de la route d'accès à la pointe.